# 분자 궤도

H_{2} 1sσ 의 분자 오비탈

분자 궤도함수(molecular orbital; MO)는 분자 내에서 전자의 거동을 기술하는 수학적 함수이다. 이 함수는 특정 위치에서의 전자 발견 확률과 같은 화학적, 물리적 특성을 계산하기 위해 사용될 수 있다. 원소 수준에서 파동함수가 최대 진폭을 갖는 영역을 기술하기 위해서 쓰이기도 한다. 분자 궤도함수는 분자 내 각각의 원자의 원자오비탈과 혼성오비탈 또는 원자 그룹의 다른 분자오비탈을 합친 형태이다. 이들은 하트리-폭 근사법(Hartree-Fock method)이나 자체일관장(Self-consistent field, SCF)기법을 통해 정랑적인 계산이 가능하다.
분자 오비탈이란 용어는 1932년 one-electron orbital wave function의 축약형으로써 로버트 멀리컨이 제안했다. 분자 오비탈 이론은 원자가 결합 이론과 달리 슈뢰딩거의 파동함수에 보강간섭과 상쇄간섭 개념을 도입해 원자 오비탈과 독립적인 분자 오비탈을 도출한다. 그리고 원자오비탈과 독립적인 분자 오비탈을 원자 오비탈의 선형조합을 통해 새로이 설정하고 여기에 각 원자의 전자를 재배치한다. 이 이론에 따르면, 분자 전체를 에워싼 분자 오비탈에 위치한 전자는 어느 특정 원자에 편재되지 않게 된다.
분자 오비탈 이론은 1928년 더글라스하트리(1897~1958)와 블라디미르 포크(1898~1974)가 하트리-폭 방법을 제시해서 다원자 분자의 전자분포함수에 대한 계산의 틀을 제안하고, 1929년에는 존 레나드 존스(1894~1974)가 분자오비탈의 구심점이 되는 LCAO개념을 도입하였다. 이 이론은 로버트 멀리컨에 의해 체계적으로 정립되었다.

## 개요
분자오비탈은 해당 궤도를 점유하는 하나의 전자가 발견될 수 있는 분자 내 영역을 나타내기 위해 사용된다. 분자 오비탈은 원자 오비탈의 결합으로 얻어진다. 분자오비탈은 분자 내 하나 또는 한쌍의 전자의 에너지나 공간적인 분배 즉, 분자의 전자배치에 대한 정보를 줄 수 있다. 흔히 분자 오비탈은 원자 오비탈의 선형결합(LCAO-MO method)으로써 나타내는데, 이는 지극히 정성적인 방법이지만 상당히 유용하다.LCAO는 분자 궤도 이론을 통해 이해되는 분자 내 간단한 결합 모델을 제공하는데 매우 유용하다. 계산 화학의 최신 기법들은 계의 분자 오비탈을 계산하는 것으로부터 시작한다. 분자 오비탈은 핵에 의해 형성된 전기장 내 한 원자의 거동과 다른 전자들의 평균적인 분포를 기술한다. 당연하게도 이는 근사이고, 분자의 전자에 대한 파동함수의 가장 정확한 설명은 궤도를 갖지 않는다는 것이다.
분자 궤도는 일반적으로 분자 전체에 비편재화되어 표현된다. 또한, 분자가 대칭 요소를 갖는다면, 그것의 비축퇴 분자 궤도는 이들 대칭 중 어느 하나에 대해 대칭이거나 반대칭이다. 즉, 분자 궤도 ψ에 대칭 연산 S (예를 들어, 반사, 회전 또는 반전)의 적용은 분자 궤도가 변경되지 않거나 부호가 역전된다. : Sψ = ± ψ. 예를 들어, 평면 분자에서, 분자 궤도는 분자 평면에서 반사와 관련하여 대칭 (σ) 또는 반 대칭 (π) 중 하나이다. 축퇴된 궤도 에너지를 가진 분자들도 고려한다면, 분자 궤도가 분자 대칭 그룹의 환원 불가능한 표현에 대한 기초를 형성한다는 보다 일반적인 진술이있다. 분자 오비탈의 대칭성은 비편재화가 분자 궤도 이론의 고유한 특징이며, 결합을 편재화된 전자쌍으로 보는 원자가 결합 이론과 근본적으로 다른(그리고 보완적임) 것을 의미한다.
이러한 대칭-반영 정준 분자 오비탈과 대조적으로, 국지적인 분자 오비탈은 특정한 수학적 변형을 정준궤도에 적용함으로써 형성될 수 있다. 이 접근법의 장점은 궤도가 루이스 구조로 묘사한 것처럼 분자의 결합에 더 가깝게 여겨진다는 것이다. 하지만 이와같이 국소화된 에너지 레벨은 더 이상 물리적 의미를 갖지 않는다는 단점이 있다.(이 문서의 나머지 부분에서는 정준 분자 궤도에 초점을 맞출 것이다. 국부적 분자 궤도에 대한 자세한 설명은 natural bond orbital 과  sigma-pi and equivalent-orbital models를 참조)

## 물리적 의미
분자 오비탈 이론은 원자들의 전자 구름 간의 상호작용에서 시작된다. 수소 분자를 예로 들자. 이 분자는 양성자 두개와 전자 두개로 이루어져 있다. 만약 두전자의 위상이 같다면, 두 전자 구름은 합쳐지고 하나(로 보이는)의 새로운 전자 구름을 형성하게 된다. 이 전자 구름의 궤도 함수를 '시그마 1s 결합 궤도함수'라고 한다. 만약에 두 전자의 위상이 다르다면, 두 전자 구름 사이에는 반발력이 생기고 마디면이 있는 전자 구름 형태로 바뀐다. 이 전자 구름의 궤도함수를 '시그마 1s* 궤도 함수'라고 한다. 그리고 반발력에 의해 생긴 마디면을 node 라고 한다.

## 분자 궤도의 명명법
분자 오비탈은 다음과 같은 형태로 나타낼 수 있고 각 분자 오비탈의 이름은 다음과 같이 정해진다.

```

  

    

      

        
(

        

          
σ

          

            
u

            
1

            
s

          

          

            
∗

          

        

        

          
)

          

            
1

          

        

      

    

    
{\displaystyle (\sigma _{u1s}^{*})^{1}}

  

```

1. {\displaystyle \sigma }와 {\displaystyle \pi }는 핵간 축 주위의 전자에 대한 각운동량 성분을 나타낸다. 이는 핵간 축에 수직인 평면에서 봤을 때 축 주위에 전자 밀도가 어떻게 분포되어 있는지를 말해준다. {\displaystyle \sigma }와 {\displaystyle \pi }가 나타내는 각운동량의 값은 다음과 같다.
{\displaystyle \sigma } : 각운동량 성분 = 0
{\displaystyle \pi } : 각운동량 성분 = {\displaystyle \pm {\frac {h}{2\pi }}}
2. 아래 첨자 g,u는 관찰점을 분자 중심에 대하여 뒤집을 때, 파동함수의 특이성이 어떻게 변화하는지를 설명한다. 분자의 중심을 기준으로 대칭이면 g(gerade : 짝수), 비대칭이면 u(ungerade : 홀수)로 표기한다. 즉, 원점을 분자 중심에 놓은 데카르트 좌표라 생각하고 (x,y,z)와 (-x,-y,-z)의 점에서 파동함수를 비교하면 된다. 만약 파동함수의 부호가 동일하면 g, 부호가 다르면 u로 표기한다.
3. *는 반결합 오비탈을 표시한다. 결합 MO(bonding)의 경우는 공란으로 비워두고, 반결합 MO (anti-bonding MO)의 경우에 * 표시를 한다. 반결합 오비탈은 핵 사이에 훨씬 적은 전자 밀도를 가지며, 밀도는 핵간의 마디에서 0이 된다.
4. g 또는 u 바로 옆에 아래첨자로 표기된 문자는 MO에 참여한 AO(atomic orbital)의 종류를 의미한다.
5. 괄호 바깥에 위첨자로 표기된 숫자는 MO에 있는 전자수를 의미한다.

## 동종 이원자 분자의 분자 궤도 표기

동종 이원자 분자의 분자 궤도 함수 중 2p 오비탈끼리의 궤도

```
S오비탈

  

    

      

        

          
σ

          

            
g

            
2

            
S

          

        

        
=

        

          
C

          

            
g

          

        

        
(

        
2

        

          
S

          

            
A

          

        

        
+

        
2

        

          
S

          

            
B

          

        

        
)

      

    

    
{\displaystyle \sigma _{g2S}=C_{g}(2S^{A}+2S^{B})}

  

  

    

      

        

          
σ

          

            
u

            
2

            
S

          

          

            
∗

          

        

        
=

        

          
C

          

            
u

          

        

        
(

        
2

        

          
S

          

            
A

          

        

        
−

        
2

        

          
S

          

            
B

          

        

        
)

      

    

    
{\displaystyle \sigma _{u2S}^{*}=C_{u}(2S^{A}-2S^{B})}

  

P
z
오비탈

  

    

      

        

          
σ

          

            
g

            
2

            

              
P

              

                
z

              

            

          

        

        
=

        

          
C

          

            
g

          

        

        
(

        
2

        

          
P

          

            
z

          

          

            
A

          

        

        
−

        
2

        

          
P

          

            
z

          

          

            
B

          

        

        
)

      

    

    
{\displaystyle \sigma _{g2P_{z}}=C_{g}(2P_{z}^{A}-2P_{z}^{B})}

  

  

    

      

        

          
σ

          

            
u

            
2

            

              
P

              

                
z

              

            

          

          

            
∗

          

        

        
=

        

          
C

          

            
u

          

        

        
(

        
2

        

          
P

          

            
z

          

          

            
A

          

        

        
+

        
2

        

          
P

          

            
z

          

          

            
B

          

        

        
)

      

    

    
{\displaystyle \sigma _{u2P_{z}}^{*}=C_{u}(2P_{z}^{A}+2P_{z}^{B})}

  

P
x
오비탈, P
y
오비탈

  

    

      

        

          
π

          

            
u

            
2

            

              
P

              

                
x

              

            

          

        

        
=

        

          
C

          

            
u

          

        

        
(

        
2

        

          
P

          

            
x

          

          

            
A

          

        

        
+

        
2

        

          
P

          

            
x

          

          

            
B

          

        

        
)

      

    

    
{\displaystyle \pi _{u2P_{x}}=C_{u}(2P_{x}^{A}+2P_{x}^{B})}

  

  

    

      

        

          
π

          

            
g

            
2

            

              
P

              

                
x

              

            

          

          

            
∗

          

        

        
=

        

          
C

          

            
g

          

        

        
(

        
2

        

          
P

          

            
x

          

          

            
A

          

        

        
−

        
2

        

          
P

          

            
x

          

          

            
B

          

        

        
)

      

    

    
{\displaystyle \pi _{g2P_{x}}^{*}=C_{g}(2P_{x}^{A}-2P_{x}^{B})}

  

  

    

      

        

          
π

          

            
u

            
2

            

              
P

              

                
y

              

            

          

        

        
=

        

          
C

          

            
u

          

        

        
(

        
2

        

          
P

          

            
y

          

          

            
A

          

        

        
+

        
2

        

          
P

          

            
y

          

          

            
B

          

        

        
)

      

    

    
{\displaystyle \pi _{u2P_{y}}=C_{u}(2P_{y}^{A}+2P_{y}^{B})}

  

  

    

      

        

          
π

          

            
g

            
2

            

              
P

              

                
y

              

            

          

          

            
∗

          

        

        
=

        

          
C

          

            
g

          

        

        
(

        
2

        

          
P

          

            
y

          

          

            
A

          

        

        
−

        
2

        

          
P

          

            
y

          

          

            
B

          

        

        
)

      

    

    
{\displaystyle \pi _{g2P_{y}}^{*}=C_{g}(2P_{y}^{A}-2P_{y}^{B})}

  

```

## 논의
완전히 정확한 값은 아니지만, 정성적으로 유용한 분자 구조의 의논을 위해서, 분자 궤도는 '원자 궤도 함수 선형 결합' (Linear Combination of Atomic Orbitals;LCAO) 또는 '보른-오펜하이머 근사법'(Born-Oppenheimer approximation)을 통해 얻어질 수 있다.

### 원자 궤도 함수 선형 결합 (Linear Combination of Atomic Orbitals;LCAO)
LCAO는 분자 오비탈을 계산하는 방법이다. 원자오비탈이 기초함수를 이루기 때문에 분자오비탈을 원자오비탈의 무한합으로 표현할 수 있다. 이는 마치 임의의 함수를 테일러 전개하는 것과 같은 원리이다. LCAO를 근사법이라고 말하는 사람들이 있는데 이는 잘못된 것이다. LCAO 자체는 근사법이 아니며 수학적으로 정당하다. 하나의 원자 안에서는 파동함수로 전자의 배치를 표현할 수 있는데, 화학결합 후에 이러한 파동함수는 원래 각각의 원자들이 가지고 있던 파동함수와 달라진다. 분자 오비탈을 LCAO로 전개한 뒤 적당한 leading term (주로 2개)를 제외하고 모두 없애는 방식으로 근사한다.
```
:

  

    

      

        

          
ψ

          

            
i

          

        

        
=

        

          
∑

          

            
r

          

        

        

          
c

          

            
r

            
i

          

        

        

          
ψ

          

            
i

          

        

        
=

        

          
c

          

            
1

            
i

          

        

        

          
ψ

          

            
i

          

        

        
+

        

          
c

          

            
2

            
i

          

        

        

          
ψ

          

            
i

          

        

        
+

        

          
c

          

            
3

            
i

          

        

        

          
ψ

          

            
i

          

        

        
+

        
.

        
.

        
.

      

    

    
{\displaystyle \psi _{i}=\sum _{r}c_{ri}\psi _{i}=c_{1i}\psi _{i}+c_{2i}\psi _{i}+c_{3i}\psi _{i}+...}

  

```

위 식에서 {\displaystyle c_{ri}}는 상수인데, 각 원자 오비탈들이 분자 오비탈에 얼마나 기여했는가를 나타내는 기여도이다. 이 기여도는 시스템의 총 에너지를 최소화하는 적절한 상수이며, 이를 결정하는 방법은 하트리-폭 근사법이다. 또한 각 핵들과 하나의 전자만을 묶어 원자 오비탈이라고 생각한다. 즉, 화합물에 10개의 전자가 있으면 10개의 원자 오비탈들이 있어야 하는 것이다. 보통 이러한 근사는 수소나 헬륨 형태의 원자가 결합된 화합물, 즉 화합물을 이루는 원자들의 원자번호가 작고 전자 수가 적을수록 정확해진다.
1929년 존 레너드존스 경이 H와 He의 조합으로 이중분자를 만들고, 이 결합을 표현하기 위해 LCAO를 발표하였는데, 라이너스 폴링의 경우 H2분자를 계산하면서 이보다 앞서서 이 방법을 사용하였다.
하지만 컴퓨터 화학의 발달 이후 LCAO는 최적화된 파동함수로 여겨지지 않게 되었다. 대신 현대적인 방법으로 얻은 결과를 예측하고 합리화하는데 유용한 정성적인 분석의 수단으로 여겨진다.

### 보른-오펜하이머 근사법 (Born-Oppenheimer approximation)
보른-오펜하이머 근사는 전자의운동과 핵의 운동을 분리시킬 수 있다는 가설이다. 즉, 분자의 파동함수를 전자의 파동함수와 핵의 파동함수로 분리시킬 수 있다는 뜻이다. 이는 핵의 질량이 전자의 질량의 1833배나 무겁기 때문에 핵의 위치를 정지해 있다고 보는 것이다. 이를 식으로 표현하면 아래와 같다.
```
:

  

    

      

        

          
ψ

          

            
m

            
o

            
l

            
e

            
c

            
u

            
l

            
e

          

        

        
(

        

          

            

              

                
r

                
→

              

            

          

          

            
i

          

        

        
,

        

          

            

              

                
R

                
→

              

            

          

          

            
j

          

        

        
)

        
=

        

          
ψ

          

            
e

            
l

            
e

            
c

            
t

            
r

            
o

            
n

            
s

          

        

        
(

        

          

            

              

                
r

                
→

              

            

          

          

            
i

          

        

        
,

        

          

            

              

                
R

                
→

              

            

          

          

            
j

          

        

        
)

        
×

        

          
ψ

          

            
n

            
u

            
c

            
l

            
e

            
i

          

        

        
(

        

          

            

              

                
R

                
→

              

            

          

          

            
j

          

        

        
)

      

    

    
{\displaystyle \psi _{molecule}({\vec {r}}_{i},{\vec {R}}_{j})=\psi _{electrons}({\vec {r}}_{i},{\vec {R}}_{j})\times \psi _{nuclei}({\vec {R}}_{j})}

  

```

이를 설명하기 위해 가장 간단한 분자인 {\displaystyle H_{2}^{+}}로 예로 들겠다. 두 핵사이의 거리를 {\displaystyle R_{AB}}이라 하고, 전자와 핵사이의 거리를 {\displaystyle r_{a}}, {\displaystyle r_{b}}라 한다. 전자와 핵의 위치는 아래의 그림과 같게 배치한다.
이 때 이 분자의 위치에너지를 구해보면 보면 아래와 같다.
```
:

  

    

      

        
V

        
(

        

          
R

          

            
A

            
B

          

        

        
)

        
=

        

          

            

              
e

              

                
2

              

            

            

              
4

              
π

              

                
ϵ

                

                  
0

                

              

              

                
R

                

                  
A

                  
B

                

              

            

          

        

        
−

        

          

            

              
e

              

                
2

              

            

            

              
4

              
π

              

                
ϵ

                

                  
0

                

              

              

                
r

                

                  
A

                

              

            

          

        

        
−

        

          

            

              
e

              

                
2

              

            

            

              
4

              
π

              

                
ϵ

                

                  
0

                

              

              

                
r

                

                  
B

                

              

            

          

        

      

    

    
{\displaystyle V(R_{AB})={\frac {e^{2}}{4\pi \epsilon _{0}R_{AB}}}-{\frac {e^{2}}{4\pi \epsilon _{0}r_{A}}}-{\frac {e^{2}}{4\pi \epsilon _{0}r_{B}}}}

  

```

위치에너지에서 값을 바꿔가면서 그래프를 그려보면 아래와 같은 그래프가 나온다. 가장 반발력이 최소가 되는 지점에서 두 원자는 결합하게 되며 이때의 값을 분자 핵간 거리라 한다. 이는 보른-오펜하이머 근사를 통해 두 원자가 결합하여 분자를 만들 때 핵과 핵사이의 거리가 일정하기 때문에 얻을 수 있는 결과이다.

## H2+{\displaystyle H_{2}^{+}}의 분자 오비탈(molecular orbital; MO)

### 분자 궤도가 갖는 에너지

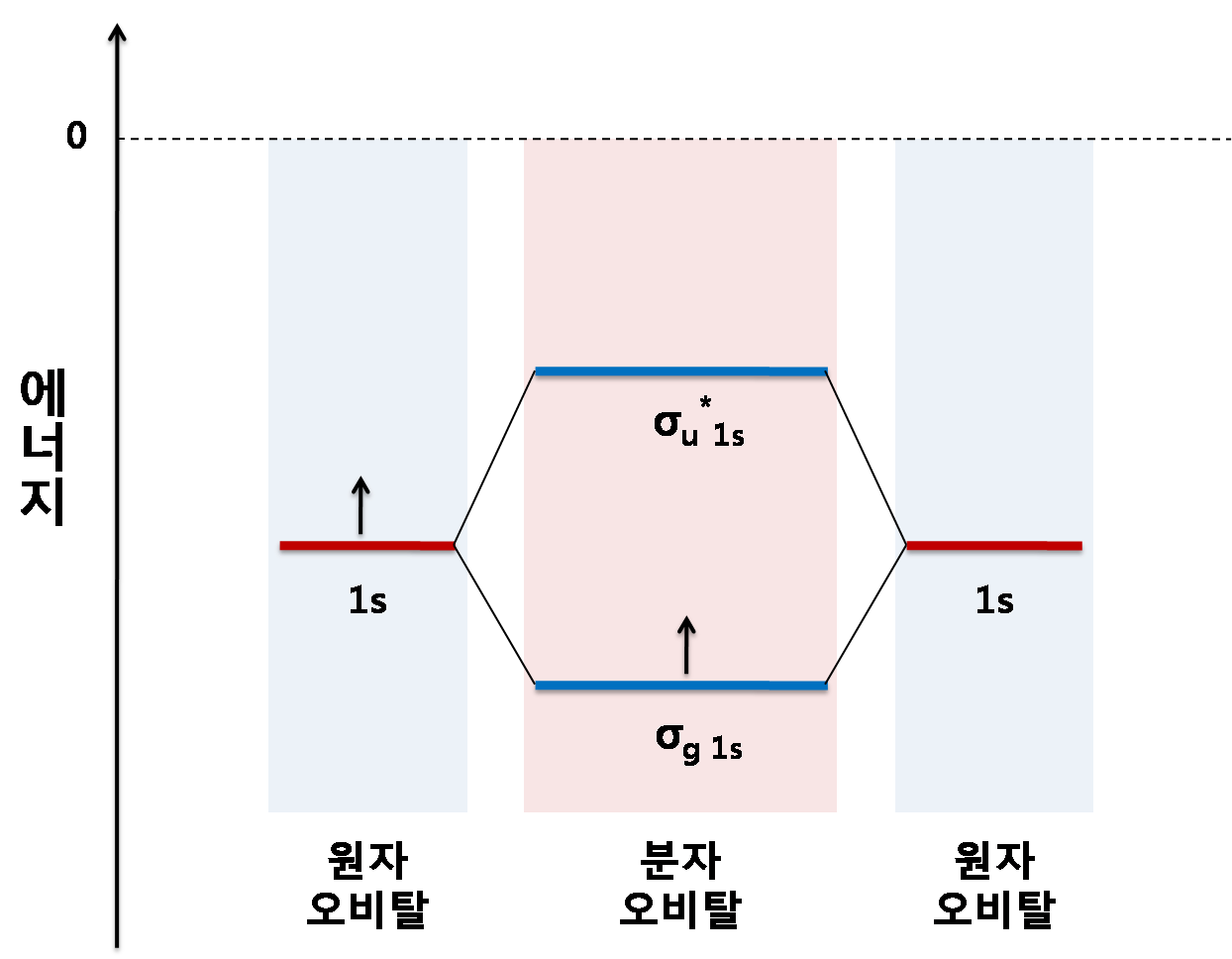
H_{2}^{+} 분자 궤도 도표

분자 오비탈 이론을 통해 {\displaystyle H_{2}^{+}}의 에너지를 구하자.
슈뢰딩거 방정식에서 파동방정식의 해는 다음과 같이 표시될 수 있다.
{\displaystyle \Psi =c_{A}\psi _{A}+c_{B}\psi _{B}}
여기서 {\displaystyle H_{2}^{+}}의 대칭성에 의해{\displaystyle c_{A}^{2}=c_{B}^{2}}이다.
계산상의 편의를 위해 {\displaystyle c_{A}^{2}=c_{B}^{2}=c_{0}^{2}}라고 하자. 또한
{\displaystyle S_{AB}=\int _{}^{}{\psi _{A}^{*}\psi _{B}}d\tau }를 중첩 정분이라고 정의하자.
파동함수의 정의에 의해
{\displaystyle \int |\Psi _{0}|^{2}\,d\tau =1=c_{0}^{2}(\int |\psi _{A}|^{2}d\tau +\int |\psi _{B}|^{2}d\tau +\int \psi _{A}^{*}\psi _{B}d\tau +\int \psi _{A}\psi _{B}^{*}d\tau )}
{\displaystyle =c_{0}^{2}(1+1+S_{AB}+S_{AB}^{*}=2c_{0}^{2}(1+S_{AB})}
따라서
{\displaystyle c_{0}=\left[2\left(1+S_{AB}\right)\right]^{-{\dfrac {1}{2}}}}
이 때 슈뢰딩거 방정식에서 좌변을 헤밀토니안, 우변을 에너지의 항으로 놓는다면 {\displaystyle H_{2}^{+}}의 에너지는 다음과 같다.

{\displaystyle E_{0}(R)=\int \psi _{0}^{*}H\psi _{0}d\tau ={\frac {\int \psi _{A}^{*}H\psi _{A}d\tau +\int \psi _{A}^{*}H\psi _{B}d\tau +\int \psi _{B}^{*}H\psi _{A}d\tau +\int \psi _{B}^{*}H\psi _{B}d\tau }{2(1+S_{AB})}}={\frac {H_{AA}+H_{AB}+H_{BA}+H_{BB}}{2(1+S_{AB)}}}={\frac {H_{AA}+H_{AB}}{1+S_{AB}}}}
여기서 최종항에 있는 항은 다음과 같이 나타낼 수 있다.
{\displaystyle H_{AA}=\int {\psi _{A}^{*}({\frac {p^{2}}{2m}}-{\frac {e^{2}}{4\pi \epsilon _{0}r_{A}}})\psi _{A}}d\tau +{\frac {e^{2}}{4\pi \epsilon _{0}R}}\int {\psi _{A}^{*}}\psi _{A}d\tau -\int {{\frac {e^{2}}{4\pi \epsilon _{0}r_{B}}}\psi _{A}^{*}\psi _{A}d\tau }=E_{H}(1s)+{\frac {e^{2}}{4\pi \epsilon _{0}R}}+J}
{\displaystyle H_{AB}=\int {\psi _{A}^{*}({\frac {p^{2}}{2m}}-{\frac {e^{2}}{4\pi \epsilon _{0}r_{B}}})\psi _{B}}d\tau +{\frac {e^{2}}{4\pi \epsilon _{0}R}}\int {\psi _{A}^{*}}\psi _{B}d\tau -\int {{\frac {e^{2}}{4\pi \epsilon _{0}r_{A}}}\psi _{A}^{*}\psi _{B}d\tau }=\int \psi _{A}^{*}E_{H}(1s)\psi _{B}d\tau +{\frac {e^{2}}{4\pi \epsilon _{0}R}}S_{AB}+K=S_{AB}[E_{H}(1s)+{\frac {e^{2}}{4\pi \epsilon _{0}R}}]+K}
또한 이 식에서 J와 K는 다음과 같다.
{\displaystyle J=-\int {\frac {e^{2}}{4\pi \epsilon _{0}r_{B}}}\psi _{A}^{*}\psi _{A}d\tau }
{\displaystyle K=-\int {\frac {e^{2}}{4\pi \epsilon _{0}r_{A}}}\psi _{A}^{*}\psi _{B}d\tau }
바닥 상태의 오비탈은 {\displaystyle \Psi _{0}={\frac {\psi _{A}(1s)+\psi _{B}(1s)}{c_{0}}}}
들뜬 상태의 오비탈은 {\displaystyle \Psi _{1}={\frac {\psi _{A}(1s)-\psi _{B}(1s)}{c_{0}}}}로 나타낼 수 있다.
이에 따른 바닥 상태의 에너지 값은
{\displaystyle E_{0}(R)={\dfrac {E_{H}\left(1s\right)+{\dfrac {e^{2}}{4\pi \varepsilon _{0}R}}+J+S_{AB}\left[E_{H}\left(1s\right)+{\dfrac {e^{2}}{4\pi \varepsilon _{0}R}}\right]+K}{1+S_{AB}}}}
{\displaystyle =E_{H}\left(1s\right)+{\dfrac {e^{2}}{4\pi \varepsilon _{0}R}}+{\dfrac {J+K}{1+s_{AB}}}}
들뜬 상태의 에너지 값은
{\displaystyle E_{1}(R)={\frac {H_{AA}-H_{AB}}{1-S_{AB}}}=E_{H}(1s)+{\frac {e^{2}}{4\pi \epsilon _{0}R}}+{\frac {J-K}{1-S_{AB}}}}
이와 같은 방식으로 다양한 상태의 {\displaystyle H_{2}^{+}}의 에너지를 구할 수 있다.

### 분자 궤도의 파동 함수
{\displaystyle \Psi =c_{A}\psi _{A}+c_{B}\psi _{B}}에서 정확한 파동 함수를 구하기 위해 {\displaystyle c_{A}}와 {\displaystyle c_{B}}를 구하면 다음과 같다.

{\displaystyle {\begin{pmatrix}\alpha -E&\beta -ES\\\beta -ES&\alpha -E\end{pmatrix}}{n \choose k}=0}

위 행렬식을 통해 아래와 같이 나타낼 수 있다.

{\displaystyle c_{A}\left(\alpha -E\right)+c_{B}\left(\beta -ES\right)=0}

{\displaystyle c_{A}\left(\beta -ES\right)+c_{B}\left(\alpha -E\right)=0}

위 두 식을 연립하여 E를 표현하면 다음과 같다.

{\displaystyle E_{+}={\frac {\alpha +\beta }{1+S}},E_{-}={\frac {\alpha -\beta }{1-S}}}

따라서 {\displaystyle E_{+}}인 경우 {\displaystyle c_{A}=c_{B}}이며, {\displaystyle E_{-}}인 경우 {\displaystyle c_{A}=-c_{B}}가 된다.
{\displaystyle \int \psi ^{2}d\tau =1} 이므로
{\displaystyle c\approx {\frac {1}{\sqrt {2}}},(S\approx 0)}

{\displaystyle \psi _{+}={\frac {1}{\sqrt {2}}}(\phi _{AA}+\phi _{AB}),\psi _{-}={\frac {1}{\sqrt {2}}}(\phi _{AA}-\phi _{AB})}

## 같이 보기
- 분자궤도함수 이론